# К Фабуллу
«К Фабу́ллу» (лат. Ad Fabullum) — условное название стихотворения римского поэта Гая Валерия Катулла, включённого в состав посмертного сборника («Книги Катулла Веронского») под номером 13. Автор здесь приглашает друга к себе на пир, причём Фабулл должен всё устроить: принести еды и вина, привести «красотку». Поэт оправдывает эту просьбу жалобами на свою бедность: «У Катулла // Весь кошель затянуло паутиной». 
Исследователи видят здесь явную гиперболизацию, пародирование греческих эпиграмм, в которых авторы обращаются к своим покровителям (в частности, речь о произведениях Филодема из Гадары).